# Electrodomésticos Edesa
Edesa S.A es una empresa española fabricante de electrodomésticos. Después de 60 años, Edesa se ha convertido en una marca habitual de las tiendas de electrodomésticos en España.

## Productos
Edesa fabrica electrodomésticos de cocina: hornos, cocinas, frigoríficos, lavadoras y secadoras.

## Historia
La marca Edesa fue fundada en 1941. Tras alcanzar un determinado volumen de ventas, en 1989 pasó a ser parte del grupo Fagor. Actualmente, es parte de CNA group.